# Läkemedelsvärlden
Läkemedelsvärlden är en oberoende tidning om läkemedel. Tidningen har funnits sedan 1897 och är Sveriges äldsta tidning om läkemedel. Från början hette den Svensk Farmacevtisk Tidskrift, men bytte till nuvarande namn 1996. Tidningen grundades av apotekaren Thor Ekecrantz.
Tidningen ges ut av Apotekarsocieteten, en ideell och obunden organisation som verkar för ökad kunskap om läkemedel och en bättre läkemedelsanvändning i samhället. Redaktionen består av medicinjournalister som fattar självständiga beslut om vad tidningen ska innehålla. Sedan 2012 är Läkemedelsvärlden en digital produkt och allt innehåll publiceras på tidningens hemsida.

## Chefredaktörer
- Helene Wallskär (2021-)[4]
- Ingrid Helander, (nov 2015-2021)
- Karin Tideström, tillförordnad (aug 2015-nov 2015)
- Amina Manzoor, tillförordnad (2014-2015)
- Petra Hedbom (2012-2014)
- Fredrik Hed, tillförordnad (2011-2012)
- Ingrid Heath (2009-2011)
- Ewa Lundborg-Haller (2007-2009)
- Fredrik Hed (2000-2006)
- Fredrik Hedlund (1995-2000)